# 도요다촌 (미에현)
도요다촌(豊田村)은 미에현 이치시군에 있던 촌이다. 현재의 마쓰사카시에 해당한다.

## 역사
- 1889년 4월 1일 - 정촌제 시행에 의해 이치시군 도요다촌이 성립하였다.
- 1955년 3월 15일 - 나가사토촌, 나카가와촌, 도요치촌, 나라하촌, 우키자토촌의 일부와 합병해 우레시노정이 성립하여, 동일 도요다촌은 폐지되었다.

## 교통

### 철도
- 일본국유철도
  - 메이쇼선

이 외에도 일본국유철도 산구선(현 기세이본선)과 긴테쓰 야마다선이 촌을 통과했지만 역은 존재하지 않았다. 

### 도로
- 국도 제23호선

## 참고문헌
- 角川日本地名大辞典 24 三重県